# Крамер проти Крамера
«Кра́мер про́ти Кра́мера» (англ. Kramer vs. Kramer) — американський художній фільм-драма 1979 року режисера Роберта Бентона, адаптований за новелою американського письменника Евері Кормена. У фільмі розкривається історія сім'ї, яку покидає мати, залишаючи маленького сина із батьком. Фільм отримав п'ять премій «Оскар» 1979 р.у категоріях: найкраща чоловіча роль, найкращий фільм, найкращий сценарій, найкраща жіноча роль другого плану, найкращий режисер.
Слоган — «У цієї любовної історії є три сторони» (англ. «There are three sides to this love story!»)

## Сюжет
Головний герой Тед Крамер (Дастін Гоффман) — трудоголік рекламіст, за сумлінну працю отримав підвищення та керівництво новим рекламним проєктом. Діставши приємні новини, ввечері він повертається додому та розказує про це дружині Джоанні (Меріл Стріп). Однак вона повідомляє йому, що залишає сім'ю, бо втомилася й мусить знайти себе. Разом з Тедом Джоанна залишає і їхнього сина Біллі (Джастін Генрі). Тед і Біллі починають нове життя удвох: спочатку між ними виникали конфлікти, оскільки Теду не ставало часу на виховання Біллі. Проте після багатьох місяців Тед і Біллі зближуються, починають любити один одного. Поступово для Теда робота втратила свій пріоритет у системі його цінностей і на перше місце став Біллі.
До Теда дружньо ставиться розлучена сусідка Марґарет (Джейн Александер), яка спочатку радила Джоанні залишити Теда. Одного дня, коли вони обоє в парку доглядали за власними дітьми, які бавилися на дитячому майданчику, Біллі впав із гірки та серйозно травмував обличчя. Взявши його на руки, Тед біжить через декілька кварталів до лікарні. Там Тед заспокоює Біллі, якому накладають шви на рану. У цій сцені представлено емоційне єднання тата із сином та сенс відповідальності батька за дитину.
Після 15 місяців відсутності Джоанна повертається до Нью-Йорка за Біллі. Вона подає до суду, щоб отримати право опіки над дитиною. Упродовж судового слухання Тед, як і Джоанна, змушені виправдовуватися через скандальні неприємні запитання їх адвокатів. На суді з'ясувалося, що Джоанна мала коханців після розлучення з Тедом. Проте вона отримала високооплачувану роботу. Натомість Тед був звільнений з роботи через догляд за сином та змушений працювати на менш оплачуваній роботі. Адвокат Джоанни доводить до відома судді деталі нещасного випадку з Біллі на дитячому майданчику.
Згодом суд передав опіку над Біллі Джоанні, не так через свідчення обох сторін, але через твердження, що дитину краще виховуватиме його мати. Тед хоче оскаржити рішення, але його адвокат попередив, що Біллі безпосередньо доведеться брати участь у судовому процесі. Тому Тед вирішив не оскаржувати рішення, щоб не травмувати Біллі.
Зранку, коли Біллі мав переїхати на постійне проживання до матері, Тед і Біллі разом готують сніданок, такий самий, як і в перший ранок після відходу Джоанни. Вони обіймаються, оскільки це їх останній сніданок разом. Джоанна дзвонить з нижнього поверху, кажучи Тедові, що хоче з ним поговорити. Плачучи, вона каже Теду, що любить Біллі й хоче, щоб він був з нею, але вона знає, що він вже вдома і це його справжній дім із Тедом. Тому вона не візьме його, але хоче поговорити з Біллі. Джоанна витирає сльози, заходить в ліфт та запитує у колишнього чоловіка: «Як я тобі?». Фільм закінчується сценою, коли двері ліфта закриваються за Джоанною, відразу після відповіді Теда: «Прекрасно!».

## У ролях
- Дастін Гоффман  — Тед Крамер
- Меріл Стріп  — Джоанна Крамер
- Джастін Генрі — Біллі Крамер
- Джейн Александер  — Маргарет Фелпс
- Говард Дафф — Джон Шонессі
- Джордж Коу — Джим О'Коннор
- ДжоБет Вільямс  — Філліс Бернард
- Білл Мор — Грессен

## Нагороди й номінації

### Нагороди
- 1979 — премія Національної ради кінокритиків США за найкращу жіночу роль другого плану (Меріл Стріп).
- 1980 — п'ять премій «Оскар»[2]: найкращий фільм (продюсер Стенлі Джаффе), найкраща чоловіча роль (Дастін Гоффман), найкраща жіноча роль другого плану (Меріл Стріп), найкращий режисер (Роберт Бентон), найкращий адаптований сценарій (Роберт Бентон).
- 1980 — три премії національної кінопремії Італії «Давид ді Донателло»: найкращий іноземний фільм (Роберт Бентон), найкращий іноземний актор (Дастін Гоффман), спеціальна премія актору другого плану (Джастін Генрі).
- 1980 — премія Гільдії режисерів США (Роберт Бентон).
- 1980 — чотири премії «Золотий глобус»: найкращий фільм — драма, найкращий актор — драма (Дастін Гоффман), найкраща акторка другого плану (Меріл Стріп), найкращий сценарій (Роберт Бентон).
- 1980 — три премії Національного товариства кінокритиків США: найкращий режисер (Роберт Бентон), найкращий актор (Дастін Гоффман), найкраща акторка другого плану (Меріл Стріп).
- 1980 — премія Гільдії сценаристів США (Роберт Бентон).
- 1981 — премія Японської академії за найкращий фільм іноземною мовою.
- 1981 — премія «Блакитна стрічка» (Blue Ribbon, Японія) за найкращий фільм іноземною мовою.
- 1981 — премія «Молодий актор» найкращому молодому актору (Джастін Генрі).

### Номінації
- 1980 — чотири номінації на премію «Оскар»: найкраща чоловіча роль другого плану (Джастін Генрі), найкраща жіноча роль другого плану (Джейн Александер), найкращий оператор (Нестор Алмендрос), найкращий монтаж (Джеральд Ґрінберґ).
- 1980 — чотири номінації на премію «Золотий глобус»: найкращий режисер (Роберт Бентон), найкращий актор другого плану (Джастін Генрі), найкраща акторка другого плану (Джейн Александер), новим зіркам року серед чоловіків (Джастін Генрі).
- 1981 — шість номінацій на премію BAFTA: найкращий фільм (Стенлі Джаффе), найкращий режисер (Роберт Бентон), найкращий сценарій (Роберт Бентон), найкращий актор (Дастін Гоффман), найкраща акторка (Меріл Стріп), найкращий монтаж (Джеральд Ґрінберґ).
- 1981 — номінація на премію «Сезар» за найкращий іноземний фільм (Роберт Бентон).

## Цікаві факти
«Крамер проти Крамера» відображав культурні та соціальні зміни в американському суспільстві, які відбувалися впродовж 1970-х рр. у період другої хвилі фемінізму, коли уявлення про материнство і батьківство кардинально змінювалися. У фільмі виважено та неупереджено представлено погляду як Джоанни, так і Теда, що було одним із складових його успіху.
«Крамер проти Крамера» демонструвався в кінотеатрах СРСР, у тому числі УРСР, де був дуже популярним серед кіноглядачів.
- «Крамер проти Крамера» отримав позитивні відгуки від критиків. Він удостоївся 88 % позитивних рецензій на Rotten Tomatoes[4].
- Знаменита сцена з морозивом, де Біллі просить батька пропустити обід, а відразу з'їсти десерт, була зімпровізована Дастіном Гоффманом і Джастіном Генрі. Режисерові картини Роберту Бентону ця сцена так сильно сподобалася, що він без вагань вирішив залишити її у фільмі.
- Дастін Гоффман дуже багато працював з Джастіном Генрі над кожною сценою. Вони довго обговорювали її, до тих пір, поки Генрі не починав почуватись розкутіше і невимушеніше.
- Кожного разу, коли Біллі (персонаж Джастіна Генрі) плаче, — це не награно, а справжні сльози. Перед зйомкою кожної такої сцени, режисер просив Джастіна згадувати яку-небудь сумну подію.
- Незадовго до знімання фільму, Дастін Гоффман сам пережив розлучення. Саме тому він вніс до фільму багато особистих аспектів і діалогів. Режисер Роберт Бентон навіть запропонував Гоффману стати співсценаристом, але він відмовився.
- На роль Джоанни Крамер була запрошена Кейт Джексон, але знімання у серіалі «Ангели Чарлі» перешкодило їй дати згоду на цю роль.
- Спочатку Меріл Стріп пройшла проби на роль подружки Теда на одну ніч Філліс Бернард (її отримала Джо Бет Вільямс). Коли ж Кейт Джексон не погодилася на цю роль, її запропонували зіграти Стріп.
- Меріл Стріп сама написала для себе промову, виголошену її героїнею в суді, всупереч порадам режисера/сценариста фільму Роберта Бентона. Вона зовсім не була задоволена написаним у сценарії фільму варіантом промови.
- Сцена між Гоффманом і Стріп в ресторані була знята в натурі в одному з ресторанів Нью-Йорка JG Melon. На стіні цього ресторану дотепер висить фотографія зі знімання фільму, поряд зі столиком, де була знята сцена.
- Роберт Бентон порадив операторові Нестору Альмендросу узяти в основу створення видів і колірної гамми фільму картини П'єро делла Франчески. Також твори Девіда Гокні спонукали Альмендроса до створення реалістичних кадрів, для чого він використовував джерела світла в кімнатах та будь-яке доступне світло в екстер'єрі.
- Під час початкових титрів грає «Концерт для мандоліни» Антоніо Вівальді.
- Епізод з голою ДжоБет Вільямс був оптично затемнений, щоб уникнути рейтингу R. Проте, «незатемнена» версія часто транслюється на телевізійних каналах.